# ウェイン・ウィリアムズ
ウェイン・バートラム・ウィリアムズ（英語: Wayne Bertram Williams, 1958年5月27日 - ）はアメリカ合衆国の連続殺人犯。
1981年にジョージア州アトランタで起こった2人の成人男性の殺害で終身刑で服役しているが、裁判には至っていないものの、実際には子供から大人まで30人を殺害した1979-81年のアトランタ連続殺人の犯人と考えられている。

## 幼少期から学生時代
ウェイン・ウィリアムズは1958年5月27日に共に教師をするホーマー・ウィリアムズとフェイ・ウィリアムズの息子としてジョージア州アトランタのディキシーヒルズに生まれる。高校を卒業する頃にはラジオとジャーナリズムに強い関心を持ち、自分の放送局を作った。地元のラジオ局WIGOやWAOKに入り浸る中で局員たちと仲良くなり、ポップミュージックのプロデューサーやマネジャーを手伝い始める。

## アトランタの殺人事件
アトランタで殺人事件が続く中で、ウィリアムズに最初に容疑がかけられたのは1981年5月22日だった。複数の遺体が発見されたチャタフーチ川付近を捜査中のチームは、ジェームズ・ジャクソン公園道路の橋付近で「何か大きな物が橋から川へ落とされた」ような大きな水音を聞いた。 音が聞こえた午前2時50分頃、最初に橋から出てきたのはウィリアムズの車だった。警察の職務質問にウィリアムズは、「翌朝、若手の歌手シェリル・ジョンソンが隣の市でオーディションを受けるので、その住所を下調べに行くところだ」と答えたが、のちにウィリアムズが警察に教えた電話番号も、シェリル・ジョンソンも嘘と判明した。
2日後の5月24日、川の中から27歳のナサニエル・カーターの全裸の遺体が発見される。彼は4日前から行方不明で、最後に目撃されたときウィリアムズと一緒にいた。司法解剖では、死因は窒息とされたが、絞殺によるものとはされなかった。警察はチャタフーチ川で聞いた水音はウィリアムズが被害者を川に投げ落としたときのものと考えた。
ウィリアムズはポリグラフテストに3回引っかかっている。別の被害者のジミー・レイ・ペインから採取された毛と繊維は、彼の部屋、車、犬にあったものと一致した。また、被害者が殺害されたころ、ウィリアムズの顔や腕には引っかき傷があったという証言もあり、捜査員たちはそれが被害者の抵抗によってつけられたものと推定した。ウィリアムズは自宅前で記者会見をし、自らポリグラフテストに引っかかったことを公表し、それは法廷では証拠になりえず、自分は無実だと訴えている。
6月3日から4日にかけてFBI本部で12時間におよぶ聴取を受けたあと逮捕も起訴もされず解放されたが、引き続き監視下におかれた。

## 逮捕から裁判
1981年6月21日、ウィリアムズはカーターとペインの殺人容疑で逮捕され、翌年1月6日からフルトン郡で裁判が始まった。2ヶ月に及ぶ裁判で検察はウィリアムズの家と車から採集された19の繊維（ベッドカバー、バスルーム、手袋、服、犬、そして断面が三つ葉の形の珍しいカーペットの繊維）が被害者たちのものと一致したと立証している。また、生前の被害者がウィリアムズと一緒にいたという目撃者の証言は、ウィリアムズが証言した所在と矛盾すると訴えた。ウィリアムズは自ら証言台に立ったが、怒り出し好戦的な態度を示したことで陪審員との間に溝ができた。2月27日、12時間の評議の後、陪審員はカーターとペインの殺人容疑に対し有罪の判決を出し、2つの終身刑（逐次執行）が言い渡される。彼に容疑がかかってからは、付近の殺人事件が止んでいる。
1990年代になり、ウィリアムズは人身保護の請求を提出し再審を要求するが、バッツ群高等裁判所の裁判官ハル・クレイグは訴えを棄却した。ジョージア州法務長官サーバート・ベイカーは"これで上訴手続きが終わったわけではないが、請求が棄却された結果には満足している"とし、"法務局として彼の有罪判決を維持するために力を尽くす"とコメントしている。2004年の初め、彼は再び再審請求を提出している。その中で彼の弁護士は、法執行当局はクー・クラックス・クランの関与を示す証拠を隠し、彼と犯行を結びつけたカーペットの繊維は科学的な調査に基づいていないと主張している。2006年10月17日、連邦裁判所は、この訴えを棄却した。

## 結果
ウィリアムズはアトランタの連続児童殺人で起訴されたことはないが、警察当局は22人の殺人（うち18人が未成年）は彼の犯行と見做している。ウィリアムズはテルフェア州刑務所に収監されており、2019年11月20日に再び仮釈放申請をするも却下され、次に仮釈放の申請ができるのは2027年12月である。

## 捜査の再開
ウィリアムズは当初から事件への関与を否定し、アトランタの当局が人種間の争いを避けるためにクー・クラックス・クランが殺人に関与した証拠を隠していると主張している。彼の弁護士は、有罪判決は"深刻な誤審"であり無実の男の人生の大半を投獄し、本当の殺人犯を野放しにしていると述べた。一方で彼を告訴したジョセフ・ドローレットは、有罪判決を支持し"ウィリアムズの逮捕後に殺人は止み、それ以来、何も起こっていない"と強調している。
他に捜査の正確性と判決の有効性について非難する者もいる。作家のジェームス・ボールドウィンは彼のエッセー The Evidence of Things Not Seen (1985)でウィリアムズの罪に疑問を呈している。近所の住民や被害者の親の中には、両親ともに教師の家に生まれたウィリアムズが、こんなに多くの殺人事件を犯したと信じていないものもいる。
2005年5月6日、ディカーブ郡の警察署長ルイ・グラハムはウィリアムズの犯行と思われている1981年2月から5月に郡内で起きた4件の殺人事件の再調査を命じる。この発表は、ウィリアムズがやってもいない殺人で批判されていると考える遺族には歓迎された。
事件当時、隣接するフルトン郡の副署長だったグラハムが言うには、再調査の決断はウィリアムズが潔白だという信念に突き動かされただけだという。また、ディカーブ郡の前の保安官シドニー・ドーシーは当時の殺人課の刑事として捜査に参加しており、彼はウィリアムズが不当に罪を負わされていると信じている言い、"もし逮捕されたのが白人だったら、全米規模の暴動が起こっていただろう"とドーシーは述べている。ドーシーは現在、対立候補の殺害を命じたことで終身刑の判決を受け服役中である。
フルトン郡の当局は、管轄下で起きたいずれの殺人事件についても再調査は行わなかった。
2005年8月に報告によれば、クー・クラックス・クランの関係者であり白人至上主義者で、また、事件当初に容疑がかけられていたチャールズ・T・サンダースが、当局による盗聴で事件を称えている会話内容が記録されている。さらに、サンダースは殺人について公には何ら語っていないが、ジョージア州捜査局の情報提供者には殺人犯が"未来の数千のニガーを全滅させた"と話したと1981年に記録されている。サンダースの元友人を名乗る者は、雑誌スピンの記事にある殺人事件は、サンダースとその兄弟の手柄と話したとドキュメンタリー作家でアトランタモンスターの主催者であるペイン・リンジーに答えている。
サンダースには、クー・クラックス・クランの組織的関与したことを直接ほのめかすこともなく、また組織の誰の犯行と信じさせるような言動もない。ただ、彼とウィリアムズの家のカーペットが同じもので、どちらも白のジャーマン・シェパードを飼っていたことが何と運の良いことかと呟いたとされる。
匿名の元友人は続けて言った。"一旦、ウェイン・ウィリアムズに罪を押し付けたら、警察は終わりさ。そこで捜査を終える"
サンダースと彼の2人の兄弟がクー・クラックス・クランの関与を否定したポリグラフテストにパスしたことで、警察は組織の調査をやめてしまった。2006年7月21日、事件の調査は再び終了とされた。
元FBIプロファイラーのジョン・E・ダグラスは著書 Mindhunter: Inside the FBI's Elite Serial Crime Unit の中で、彼の私見として"科学捜査と行動証拠は、ウェイン・ウィリアムズがアトランタで11人の若者を殺したことを疑う余地なく示している。"とする一方で、"1979年から81年に起こった子どもたちの殺害と失踪事件のすべて（あるいは、そのほとんど）を彼の犯行に結びつける確固たる証拠もない"と言っている。
2007年にFBIは1人の被害者から見つかった二本の毛のDNAテストを行っている。ミトコンドリアDNAの配列は、全人口の99.5％、黒人に限っても98％の確率で他人と一致しないことから容疑者から除外が可能なものだが、ウィリアムズのDNA配列は証拠と一致した。
2010年、事件当時11歳のパトリック・バルタザールの遺体から採取された頭髪のDNA鑑定が行われた。結論を出すまでに至らなかったが、被害者と同じDNA配列を持つものは、FBIにある黒人のデータベースの1,148のサンプルのうちウィリアムズを含めて、たった29人しか一致しなかった。 バルタザールの件は他の10人の被害者とともにウィリアムズの裁判の陪審員に証拠提出されているが、彼はいずれの事件においても有罪となってはいない。
2007年にはカリフォルニア大学デービス校の獣医学部の遺伝子研究所で、被害者バルタザールの遺体から採取された犬の毛の鑑定が行われた。証拠の犬の毛は、ウィリアムズの家で飼われていたジャーマンシェパードのものと同じ遺伝子配列を持つことが確認されたが、研究所の所長エリザベス・ウィクタムによると、調査結果は"かなり重要"ではあるものの結論には至らなかった。調査できたのはミトコンドリアDNAで、核DNAと違ってミトコンドリアDNAでは犬の個体まで識別できない。報告書では、ウィリアムズ家の犬と同じDNA配列と確認できたものの、DNA配列の一致はおよそ100頭に1頭の割合で起こりうると記されている。FBIの報告書は、バルタザール事件の容疑者として"ウェイン・ウィリアムズを除外できない"と述べている。
2015年4月に公開された司法省の研究では、80年代から90年代にかけて行われたFBI調査官の毛の鑑定は、専門的な基準に合致しない恐れがあると結論づけている。その直後、被告側の弁護人リン・ワトレーは、司法省の出した結論は、新たに再審請求を行うに十分な根拠だと発表したが、検察官は証拠の毛はウィリアムズの有罪を決める証拠の中で小さなものに過ぎないと反論している。
2019年3月21日、アトランタ市長のケイシャ・ランス・ボトムスとアトランタ警察長エリカ・シールズは、アトランタ市警、フルトン郡検察局、およびジョージア州捜査局は、殺人事件の証拠を再調査すべきと発表した。記者会見でボトムス市長は"もしかするとテストされるべきものが残っていないかも知れない。しかし、我々の行動は歴史が判断してくれると考える。そのとき我々は（事実の解明に）努力したと言うことができる"と述べた。
2019年、アトランタに住むダーウィン・ジェームスとアイザック・ロジャースは、それぞれ1979年と1981年に誘拐されそうになったと主張した。

## メディア
いくつかのメディアにおいて、ウィリアムズは敵役として登場している。
- 1985年のドラマシリーズ "The Atlanta Child Murders"でカルバン・レベルズが演じている。
- 2000年にはShowtimeがクレ・ベネット主演のドラマ映画 "Who Killed Atlanta's Children?"を放送した。
- 2018年に実話犯罪を扱うポッドキャストでウィリアムズとアトランタの連続児童殺人を題材にしたAtlanta Monsterが放送された。
- 2019年、ネットフリックスのドラマ、マインドハンターのシーズン2でチャールズ・マンソンやデビッド・バーコウィッツと並んで取り上げられる。